# LBE S 10

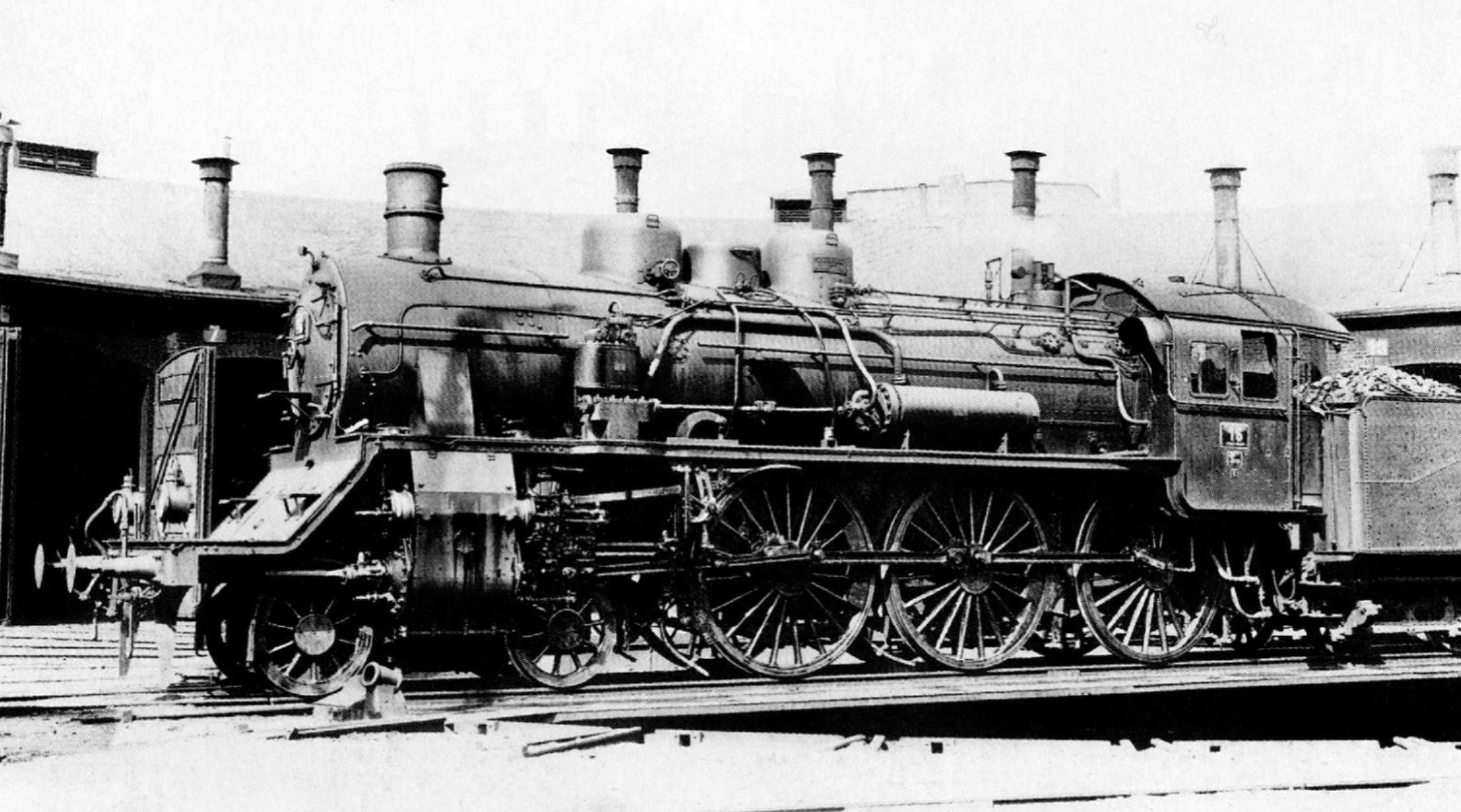
S 10 Nr. 16 der LBE

In der Gattung S 10 der Lübeck-Büchener Eisenbahn-Gesellschaft (LBE) waren, wie bei den Preußischen Staatsbahnen, die Schnellzuglokomotiven mit der Achsfolge 2’C in den Varianten S 10 (Vierzylinderbauart) und S 10² (Dreizylinderbauart) zusammengefasst. Die LBE-Lokomotiven entsprachen im Triebwerksaufbau weitgehend den entsprechenden Maschinen der K.P.E.V., waren aber etwas leichter, kürzer und im Aufbau zierlicher ausgeführt. Die insgesamt 15 Lokomotiven, die zwischen 1912 und 1932 in Dienst gestellt wurden, verteilten sich auf mehrere Unterbauarten bzw. Lieferserien.

## S 10 (1. Unterbauart – Lieferungen 1912 und 1913/14)
Die ersten 2’C-Schnellzug-Lokomotiven – gleichzeitig auch die ersten Heißdampfloks der LBE – lieferte 1912 Henschel & Sohn, die traditionsgemäß neben einer Nummer auch einen Namen erhielten, der jedoch ab 1917 bei Neuordnung der Bezeichnungen entfiel:
- LBE 80 „Weichsel“ – Henschel 11151/1912 – ab 1917: LBE 11 (ab 1938: DR 17 141)
- LBE 81 „Oder“ – Henschel 11152/1912 – ab 1917: LBE 12 (ab 1938: DR 17 142)
- LBE 82 „Elbe“ – Henschel 11153/1912 – ab 1917: LBE 13 (ab 1938: DR 17 143)

1913/14 erfolgte die Lieferung von zwei weiteren Lokomotiven gleicher Ausführung:
- LBE 85 „Weser“ – Henschel 12345/1913 – ab 1917: LBE 14 – 1924 Umbau: Dreizylinder-Lok
- LBE 86 „Rhein“ – Henschel 12346/1914 – ab 1917: LBE 15 – 1925 Umbau: Dreizylinder-Lok

Die S 10 der LBE wurden von Henschel in Anlehnung an die ab 1910 gelieferten Preußischen S 10 mit Vierlingsantrieb konzipiert: Sie besaßen also ein Vierzylinder-Triebwerk mit einstufiger Dampfdehnung und einen Schmidt-Rauchrohr-Überhitzer (→ Bauart 2’C h4) und den Antrieb der Schieber des Innentriebwerks durch Umkehrhebel vor den Schiebern. Wegen des schwächeren Oberbaus bei der LBE wurden sie jedoch etwas leichter, für 16 t Radsatzlast, ausgeführt. Wegen der beschränkten Länge der vorhandenen Drehscheiben mussten sie auch kürzer werden. Hier ist besonders die 16-m-Drehscheibe im Bw Hamburg Berliner Bf der preußischen Staatsbahnen zu nennen, das die LBE ab Eröffnung des neuen Hauptbahnhofs mit nutzte. Beide Vorgaben wurden u. a. durch Verkürzung des Laufwerks um 250 mm sowie des Langkessels um 200 mm erfüllt. Die Verdampfungsheizfläche war infolgedessen um etwa 10 % kleiner als die der preußischen S 10. Der Kesselüberdruck betrug wie bei dieser 12 bar.
Nicht zuletzt wegen der Drehscheiben-bedingten Längen-Begrenzung entwickelte Henschel für die Lok einen speziellen dreiachsigen Tender (Bauart 3 T 16), dessen Vorräte (16 m³ Wasser, 5 t Kohle) für das Streckennetz der LBE aber völlig ausreichten und der sich auch lauftechnisch bewährte.
Am 1. Januar 1938 übernahm die Deutsche Reichsbahn (DR) die drei Maschinen der Lieferung 1912 und teilte ihnen die Nummern 17 141 bis 17 143 zu. 1942 wurden sie – zusammen mit den wenigen verbliebenen preußischen S 10 der DR – zum Bw Kutno der RBD Posen versetzt und kuppelte sie mit großen Tendern der preußischen Bauart 2’2’ T 31,5.
17 142 und 143 verblieben nach dem Krieg in Polen und waren mit der Bezeichnung Pk1-4 und Pk1-5 wohl noch bis Mitte der 1950er Jahre im Einsatz. Die 17 141 gelangte noch bis in den Raum Magdeburg, wo sie 1950 durch die DR ausgemustert wurde.
Die beiden Lokomotiven der Lieferung 1913/14 (Nr. 15 und 16) hatte die LBE bereits 1924/25 bei Henschel auf Dreizylindertriebwerk (Bauart 2’C h3) umbauen lassen und anschließend als S 10² bezeichnet (weitere Angaben: siehe Abschnitt zur 2. Umbau-Variante).

## S 10 (2. Unterbauart – Lieferung 1919)
Ende 1918 bestellte die LBE zwei weitere S 10, die sich von den 1912 und 1913 gelieferten Lok durch eine um 100 mm höhere Kessellage, den auf 14 bar erhöhten Kesseldruck, einen größeren Überhitzer und das daraus resultierende höhere Gewicht unterschieden. Ansonsten stimmten sie aber mit den ersten LBE S 10 von 1912 bis 1914 überein und erhielten auch den 3-achsigen LBE-Tender:
- LBE 16 – Henschel 16695/1919–1925 Umbau: Dreizylinder-Lok
- LBE 17 – Henschel 16696/1919–1924 Umbau: Dreizylinder-Lok

Infolge unrichtiger Daten einer 1926 erschienenen Veröffentlichung über die Lokomotiven der LBE wurden diese Lokomotiven bislang irrtümlich als erste Dreizylinder-Loks der LBE angesehen.
Tatsächlich ließ die LBE auch diese beiden Lokomotiven 1924/25 bei Henschel auf Dreizylinder-Triebwerk umbauen und führte sie anschließend als S 10² (vgl. Abschnitt zur 1. Umbau-Variante).

## S 10² (1. Unterbauart – Lieferungen 1922/1923 und 1925)
Auch die LBE verzeichnete seit Beginn der 1920er Jahre einen Bedarf an weiteren leistungsfähigen Schnellzuglokomotiven. Sie forderte deshalb bei der Fa. Henschel ein Angebot für weitere 2'C-Schnellzug-Lok an, diesmal jedoch alternativ mit Vierzylinder- und Dreizylinder-Triebwerk. Auf Grund des etwas günstigeren Preises und wohl auch wegen erhoffter Instandhaltungs-Ersparnisse erhielt Henschel den Auftrag zum Bau von zwei Maschinen der Dreizylinder-Bauart, der wenig später auf drei Loks erweitert wurde. Wie bei der Staatsbahn wurden die Loks als S 10² bezeichnet:
- LBE 18 – Henschel 19332/1922 (ab 1938: DR 17 305) + 20. September 1948
- LBE 19 – Henschel 19333/1922 (ab 1938: DR 17 306) + 20. September 1948
- LBE 20 – Henschel 19648/1923 (ab 1938: DR 17 307) + 20. September 1948

In gleicher Ausführung folgte noch eine Lok:
- LBE 21 – Henschel 20471/1925 (ab 1938: DR 17 308) + 20. September 1948

Die Konstruktion der Lokomotiven stellte eine Kombination aus den zuletzt für die LBE gelieferten Vierlings-Lokomotiven von 1919 und den bis 1916 gebauten Preußischen S 10² dar. Abweichend erhielten die LBE-Lokomotiven aber bereits ab Werk Kessel mit Speisedom und einen im Vorderteil verstärkten Blechrahmen. Das Gesamtgewicht der Loks erhöhte sich diesen Lok die Kuppelradsatzlast auf 17 t. Wegen der weiterhin bestehenden Längenbegrenzung durch die kleine Drehscheibe im Bw Hamburg Berl. übernahm man die Laufwerksabmessungen und den dreiachsigen Tender weitgehend unverändert von der LBE-S 10.
Beim Übergang auf die Deutsche Reichsbahn (DR) erhielten diese vier Lokomotiven 1938 die Nummern 17 305 bis 17 308. Ihr Einsatzgebiet blieb bis zum Ende des Zweiten Weltkrieges weitgehend unverändert, es wurden aber wohl mit einzelnen Zügen auch die von Lübeck ausgehenden Strecken nach Mecklenburg und Holstein befahren. 1946/47 kamen 17 305 und 17 306 in der RBD Münster beim Bw Oldenburg Hbf nochmals in Fahrt, wo die Reichsbahn in der britischen Zone aus Mangel an geeigneten Reisezugloks alle verfügbaren Dreizylinder-S 10 (also Lok der BR 17.2 und 17.3) zusammenzog. Aber bereits im September 1948 wurden die letzten Maschinen beider Baureihen ausgemustert.

## S 10² (1. Umbau-Variante durch Umbau aus S 10 der 2. Unterbauart)
Zunehmende Probleme mit den Zylinder-Gußstücken der 1919 unter den schwierigen Bedingungen unmittelbar nach dem Ersten Weltkrieg gebauten Lokomotiven 16 und 17 führten dazu, dass die LBE im Jahr 1923 bei Henschel ein Angebot zum Umbau dieser Lokomotiven auf Dreizylindertriebwerk anforderte. Dieses fiel so aus, dass die LBE den Umbau der Lok 17 in Auftrag gab, die zu der Zeit bereits zur Reparatur im Henschel-Werk in Kassel stand.
Dabei wurde der vordere Teil des Rahmens ausgetauscht, der als Barrenrahmen ausgebildet war und die Zylindergruppe trug. Für die notwendige Umstellung der Treib- und Kuppelradsätze von Vier- auf Dreizylinder-Antrieb wurde ein kostengünstiger Weg gewählt, indem nur die Kropfachse ausgetauscht wurde und die Radsterne durch Ergänzungs-Gegengewichte einen angepassten Massenausgleich erhielten. Wie von Henschel angeboten, wurde bei dem Umbau auch die Kesselausrüstung zeitgemäß ergänzt durch Einbau eines Speisedoms (an der Stelle des Dampfdoms auf dem ersten Kesselschuss), Versetzen des Dampfdoms nach hinten (auf den zweiten Kesselschuss) und Ausstattung mit Vorwärmer und Kolbenspeisepumpe. Der Kuppelradsatzdruck erhöhte sich infolge der erweiterten Ausrüstung und einer anderen Laufwerksabstimmung auf bis zu 18 t.
Lok 17 wurde nur 2 Monate nach Erteilung des Umbauauftrags Ende Mai 1924 als Dreizylinderlok erneut ausgeliefert. Der Umbau hat sich offenbar so bewährt, dass auch die optional vorgesehenen Umbauten der Lok 16 sowie der 1913/14 gelieferten Lok 14 und 15 alsbald beauftragt wurden. Die Lok 16 kam im Frühjahr 1925 aus Kassel zurück und entsprach dann wieder ihrer Schwesterlok:
- LBE 16 – Henschel 16695/1919 – Umbau 1925 (ab 1938: DR 17 303), ausgemustert 11. Juni 1948
- LBE 17 – Henschel 16696/1919 – Umbau 1924 (ab 1938: DR 17 304), ausgemustert 11. Juni 1948

Beide Maschinen wurden 1938 mit der LBE von der Deutschen Reichsbahn (DR) übernommen und wurden nach Abstellung zu Kriegsende in den Jahren 1946/47 nochmals vom Bw Oldenburg Hbf aus eingesetzt.

## S 10² (2. Umbau-Variante durch Umbau aus S 10 der 1. Unterbauart)
Die Anfrage auf  Umbau zu Dreizylinderlok umfasste auch die 1913/14 gelieferten Loks Nr. 14 und 15. Der Umbau beider Loks begann noch 1924 und wurde im Jahr 1925 abgeschlossen. Im Ergebnis waren diese Maschinen auch durch die unverändert beibehaltene niedrige Kessellage etwas zierlicher als die Loks 16 und 17. Auch bei diesen Maschinen war die Ausstattung der Lokomotiven nach Abschluss des Umbaus wieder weitgehend identisch:
- LBE 14 – Henschel 12345/1913 – Umbau 1925 (ab 1938: DR 17 301), ausgemustert 20. September 1948
- LBE 15 – Henschel 12346/1914 – Umbau 1925 (ab 1938: DR 17 302), ausgemustert 20. September 1948

Beide Lokomotiven wurden 1938 von der Reichsbahn übernommen und waren bei Kriegsende betriebsfähig abgestellt; aber nur 17 302 kam beim Bw Oldenburg Hbf nochmals kurzzeitig zum Einsatz.

## S 10² (2. Unterbauart – Lieferungen 1926 und 1928)
Bereits 1926 wurde für die LBE die Neubeschaffung einer weiteren Lokomotive erforderlich:
- LBE 22 – Henschel 20658/1926 (ab 1938: DR 17 309), ausgemustert 20. September 1948

Um die Leistung der S 10² den steigenden Zuglasten anzupassen, erhielt sie einen um 200 mm verlängerten und entsprechend leistungsfähigeren Langkessel. Weitere Neuerungen waren die Hülsenpuffer und die elektrische Beleuchtung, die auch eine Triebwerksbeleuchtung umfasste. Der schwerere Kessel und die erweiterte Ausrüstung bewirkten einen Anstieg der Radsatzlast auf 18 t.
Erst 1928 folgte eine weitere Lok gleicher technischer Ausstattung:
- LBE 23 – Henschel 21020/1928 (ab 1938: DR 17 310), ausgemustert 20. September 1948

Diese Lok war als weitere Neuerung mit Windleitblechen ausgerüstet. Nach dem Vorbild der bei Lok Nr. 23 gefundenen Form wurden bis 1930/31 auch alle zuvor gelieferten S 10 und S 10² der LBE mit Windleitblechen nachgerüstet.
Die DR übernahm 1938 beide Loks und setzte sie, wie die übrigen 17.3, bis Frühjahr 1945 auf dem früheren LBE-Netz sowie rund um Lübeck ein. Anfang 1946 wurden auch sie für den Einsatz auf den Strecken Oldenburg – Wilhelmshaven, Oldenburg – Osnabrück und Bremen – Leer reaktiviert, aber bereits 1947 wieder abgestellt und 1948 zusammen mit allen übrigen 17.2 und 17.3 ausgemustert.

## S 10² (3. Unterbauart – Lieferungen 1931 und 1932)
Trotz der in der Wirtschaftskrise stagnierenden Verkehrsleistungen musste die LBE 1931 für ihre ausgemusterten bzw. ausmusterungsreifen S 5² (2’B n2v) Ersatz beschaffen. So wurden für 1931 und 1932 zwei weitere S 10² bestellt:
- LBE 24 – Henschel 21997/1931 (ab 1938: DR 17 311), ausgemustert 20. September 1948
- LBE 25 – Henschel 22146/1932 (ab 1938: DR 17 312), ausgemustert 20. September 1948

Erneut entwickelte Henschel die Konstruktion weiter. Abweichend von allen übrigen Loks der Gattung S 10² der LBE wie auch der Reichsbahn erhielten diese beiden Lok eine neu entwickelte Steuerung des Innentriebwerks, die nun einen eigenen, außen an der Heizerseite befindlichen Antrieb erhielt. Diese Weiterentwicklung löste die von den äußeren Schieberkreuzköpfen abgeleitete, indirekte Übertragung der Innenschieber-Bewegung ab, die wegen der vielen Gelenke schnell zu einer ungenauen Dampfverteilung am Mittelzylinder geführt hatte. Bei Lieferung waren beide Loks zunächst mit einer Abdampf-Strahlpumpe ausgestattet, die aber bereits nach kurzer Zeit durch die übliche Vorwärmeranlage mit Kolbenspeisepumpe ersetzt wurde. Lok 25 schließlich erhielt Ackermann-Sicherheitsventile anstelle des bis dahin üblichen Ramsbottom-Sicherheitsventils.
Beim Übergang auf die Deutsche Reichsbahn (DR) kamen auch die beiden letzten S 10² der LBE zur DR. Nach Abstellung zu Kriegsende wurden beide ab Anfang 1946 beim Bw Oldenburg nochmals eingesetzt. Aber auch sie wurden – nur rund 15 Jahre nach ihrer Indienststellung – bis spätestens Ende 1947 abgestellt und 1948 ausgemustert.